# Вили Лилков
Вили Младенов Лилков е български физик, политик, автор на книги и състезател по баскетбол. Общински съветник (2023 – 2027 г.) в Столична община от коалиция „Синя София“ и заместник-председател (2024 – 2027 г.) на Столичен общински съвет. Основател на коалиция Синя България през 2024 г. Той е професор в Минно-геоложкия университет „Св. Иван Рилски”. Съучредител е на партия Демократи за силна България (2004). Бил е четири мандата общински съветник в Столична община (1999 – 2014 г.) и заместник-председател (2011 – 2014 г.) от СДС и Синята коалиция. Народен представител в XLIII народно събрание от групата на Реформаторския блок.

## Биография

### Произход и младежки години
Лилков е роден във Видин на 6 април 1955 г. Завършва с отличие гимназия „Симеон Велики“ в паралелка с физико-математически профил. След спечелването на подборния кръг за международна олимпиада по физика е приет без конкурсен изпит в Софийския университет през 1973 г. Завършва висшето си образование със специалност „Инженерна физика“ и специализация „Ядрена физика“ през 1980 г.

### Кариера в науката
Работи в Химическия комбинат във Видин от 1980 до 1983 г. Постъпва като асистент в катедра „Физика“ на Висшия минно-геоложки институт (1984), става старши асистент (1986), после главен асистент (1988). Той е задочен докторант по неутронна физика в Института по ядрени изследвания и ядрена енергетика на БАН под ръководството на проф. Кирил Крежов през 1989 – 1994 г. Защитава докторската си дисертация на тема „Спектромер за поляризирани неутрони и изследване на аморфни магнитни ленти“ през 1994 г.
Става доцент (1998), после професор (2011) по ядрена физика в Минно-геоложкия университет. От 1999 г. е ръководител на катедра „Физика“ и е настоящ преподавател по обща физика и атомна и ядрена физика в МГУ.
През 2018 г. защитава дисертация на тема „Хидратация на цименти с минерални добавки и структура на втвърдените циментови пасти“ и получава научната спепен доктор на науките.
Специализирал е в Обединения институт за ядрени изследвания в гр. Дубна (Русия) и в Техническия университет в гр. Делфт (Нидерландия). Има патент за 2 изобретения, автор е на над 80 публикации в България и чужбина.

### Политическа кариера
През 1994 г. става член на Съюза на демократичните сили и след това председател на районната му организация в столичния район „Триадица“. Съучредител е на партията Демократи за силна България (2004), председател е на нейната Софийска градска организация от 2013 г.
От 1999 г. е общински съветник в Столичния общински съвет в продължение на 4 последователни мандата. От 2011 г. е 2 мандата заместник-председател на Столичния общински съвет и председател на групата съветници на партията. На парламентарните избори през октомври 2014 г. става народен представител в XLIII НС от листата на Реформаторския блок в 25-и МИР (София).
През септември 2015 г. Вили Лилков е кандидатът за кмет на София от Реформаторския блок. Получава 9,62% от гласовете (второ място) и така кандидатът на ГЕРБ Йорданка Фандъкова още на първия тур е преизбрана за кмет с 60,17%.
На изборите за кмет на София през 2019 г. се противопоставя на призивите за подкрепа на Мая Манолова срещу Йорданка Фандъкова на втори тур. Вили Лилков е противник на обединението на ДСБ с Да, България и Зелените, които смята за леви организации. На мнение е, че трябва да се търси обединение с автентичното СДС, като дясна партия. През 2021 г. влиза в инициативния комитет, който издига Анастас Герджиков за президент на България.
За местните избори през 2023 година е издигнат за кандидат за кмет на Столичната община от инициативен комитет, а по-късно от „Синя София“ – коалиция, съставена от Консервативно обединение на десницата (КОД), Български демократически форум (БДФ) и Движение демократично действие (ДДД – Д3). Подкрепят го и други партии – Българска Нова Демокрация (БНД), Радикалдемократическа партия (РДП), Съюз на свободните демократи (ССД), НДСВ, БЗНС-София и Движение България на гражданите (ДБГ). Йорданка Фандъкова се изказва положително за него: двамата защитавали лично някои каузи и споделяла неговите политически виждания. Лидерът на ГЕРБ Бойко Борисов също се изказва много добре за Вили Лилков. Въпреки широката подкрепа печели 5,69% и не отива на балотаж, но се връща в общинския съвет. На 1.11.2023 се изказва, че на балотажа за кмет на София няма да подкрепи нито Ваня Григорова, нито Васил Терзиев, тъй като за него и двамата са представители на лявото.

### Дейност като общински съветник
Като общински съветник Вили Лилков активно застъпва десни, прозрачно-финансови политики в столицата, партньорства с частния сектор, екологични решения – зелени градски програми, развитие на минерални извори и малки ВЕЦ. Води битки за бюджетна дисциплина, подкрепа за градския транспорт от държавата, публична отчетност и градоустройствени законодателни промени. 
Противопоставя се на незаконното поставяне на GSM-антени върху жилищни и общински сгради и настоява за GPS контрол върху концесиите за отпадъци. Критикува увеличението на такса смет, настоявайки за подобрена събираемост и отчетност на приходите.
Столичният общински съвет подкрепя неговото предложение за обявяване на жълтите павета в София за национално културно наследство. СОС също така приема доклада на Лилков за отмяна на конкурса за паметник „1300 години България“ и за възстановяване на Паметните плочи на Първи и Шести пехотни софийски полкове пред НДК. По негова инициатива се организира реконструкцията на Женския пазар в София, както и на пазара „Димитър Петков“ в столицата.
През годините стартира лична кампания „Софийска памет“, която цели да запази историческата памет на бележити българи и софийски граждани. Именува десетки улици на личности и събития с принос към България и света („Сердикийски събор”, „Св. Троица“, „Елисавета Карамихайлова“, „Братя Прошек“, „История славянобългарска”, „Георги Аспарухов – Гунди” и др.), както и премахва имената с пропагандна комунистическа символика. По негова инициатива се наименуват и редица улици на забравени българи учени (академици Ростислав Каишев, Георги Наджаков, Георги Хлебаров и професори Янаки Моллов, Константин Кацаров, Боян Каменов, Хараламби Попйорданов, Иван Саръилиев, Стефан Димитров), писатели (Емилиян Станев, Стефан Дичев, Ивайло Петров), музиканти, композитори и диригенти (проф. Марин Големинов, Асен Найденов, Георги Спасов, Георги Минчев, Васко Абаджиев, Мими Балканска, Маргарита Лилова), военни (ген. Иван Колев, ген. Коста Николов, ген. Константин Георгиев, ген. Казимир Ернрот, майор Павел Павлов, мичман Тодор Саев), художници и интелектуалци (проф. Иван Кирков, Цанко Лавренов, Васка Баларева, Петър Увалиев), политици и общественици – Тодор Джебаров, Константин Муравиев, Георги Кьосеиванов, Евгений Силянов), бележити българи и възрожденци (Димитър Горов, Киро Тулешков, даскал Никола Зозиков, Станимир Станимиров).
През 2023 г., поради редица неуспешни избори за председател, Столичният общински съвет изпада в политическа криза и не започва работа повече от три месеца след края на местните избори. За намиране на изход от кризата Вили Лилков и общинските съветници от „Синя София“ организират редица преговори между всички групи в СОС, като през февруари 2024 г. е постигнато съгласие за председател да бъде избран Цветомир Петров. Вили Лилков е избран за заместник-председател.   
През 2024 г. Вили Лилков призовава да се изпълни решението на Столичния общински съвет от 2011 г. за поставяне на паметник на бележития кмет на София инж. Иван Иванов и отхвърля новопоявили се обвинения в антиеврейска дейност. Отбелязва, че дори Народният съд през 1944/1945 година не е установил такава и сега се правят опити за втори Народен съд и опетняване на паметта.
Лилков води активна кампания за структурно и финансово оздравяване на Топлофикация–София, като настоява за капиталови инвестиции и иновации в когенерационни технологии, държавно‑общинско партньорство за разплащане на натрупаните над 1,6 млрд. лв. задължения, преференции за платците и строго експертно управление – с цел избягване на фалит, стабилизиране на топлоснабдяването за столичани и повишаване на ефективността на дружеството.

## Спорт
Вили Лилков има лично отношение и принос към българския спорт. От 13-годишна възраст играе баскетбол, като в последствие става капитан на юношеския отбор. По време на задължителната военна служба играе в отбора на армейската школа в Сливен. Като студент е член на баскетболния отбор на Софийския университет. После е баскетболист с отбора на „Химик“ (Видин) във Висшата баскетболна лига („А“ републиканска баскетболна група).
Лилков е основател на първата Национална баскетболна асоциация за аматьори в България – НБА. Председател е на детския клуб „Триадица“, член е на Управителния съвет на Федерацията по баскетбол. По негова инициатива през 2005 г. СОС взе решение за изработване на Програма на Столична община за закрила на детето и Мерки за насърчаване на творческите заложби и потребностите на деца с изявени дарби.

## Книги
Вили Лилков задълбочено изследва архивни документи, отнасящи се до близкото минало на България. Автор и съавтор е на книгите:
- „Бивши хора“ (2017)[39]
- „Погубената България“ (2019)[40]
- „Доблест и наказание“ (2021)[41]
- „Стопанските абсурди на българския комунизъм“ (2022)[42]
- „Наши хора“ (2023)[43]
- „Атентатът в храм «Света Неделя» и пътят към злодеянието на БКП“ (2024)[44]

Той е автор на учебници по Обща физика, Атомна физика и Ядрена физика и на ръководства за лабораторни упражнения и сборници със задачи по физика за студенти.

## Награди
Вили Лилков е носител на почетния знак на Столична община. През 2017 г. получава наградата „Антим I“ на Видинската митрополия. През 2021 г. е удостоен с наградата „Шофар“ на Организация на евреите в България „Шалом“. Отличен е с годишната награда на Портал „Култура“ в категория „Хуманитаристика“ за 2022 г. Носител на грамота за най-четен автор на научна и научно-популярна литература на Столична библиотека през същата година. Носител е на спортни медали и отличия, в т.ч. и на почетен медал за принос в развитието на СК „Левски“ – София. Носител е на награда За принос в развитието и утвърждаването на МГУ „Св. Иван Рилски“, както и на награди за развитието на спорта в МГУ. Многократно е отличаван за принос в развитие на читалищното дело в София. През октомври 2024 г. е удостоен от клуб „Генерал Иван Вълков“ с диплом за ярка обществена дейност и участие в изграждането на демокрацията в България.

## Личен живот
Вили Лилков е женен, със съпругата си имат трима сина. Владее английски и руски език.